# Uljap
Uljap (in lingua russa Уляп) è un centro abitato dell'Adighezia, situato nel Krasnogvardejskij rajon. La popolazione era di 1.195 abitanti al dicembre 2018. Nel centro abitato ci sono 20 strade.